# 伊朗之獅戰機
伊朗之獅戰機（英語：Morghue Sahura Tactical Fighter，縮寫：M-ATF），為伊朗和俄羅斯合作開發的第四代戰鬥機，後取消，日後伊朗以伊朗之獅為設計基礎開發破曉戰機，伊朗之獅戰機也被稱為“MiG-I-2000”或“Vityaz2000”。

## 資料來源
1. ↑  . globalsecurity.   [2019-05-23]. （原始内容存档于2007-03-11）.

## 外部連結
- http://www.acig.org/artman/publish/article_490.shtml （页面存档备份，存于）